# Listă de obiecte cu importanță biblică

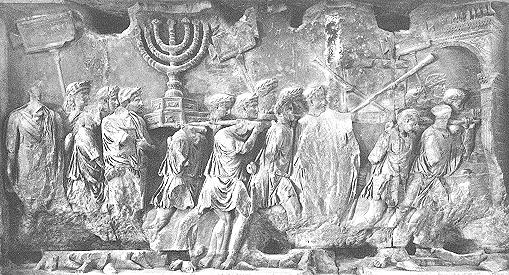
Detaliu de pe Arcul lui Titus

Aceasta este o listă de obiecte importante create sau modificate de cultura umană care apar în textul biblic sau au legătură cu istoria biblică:

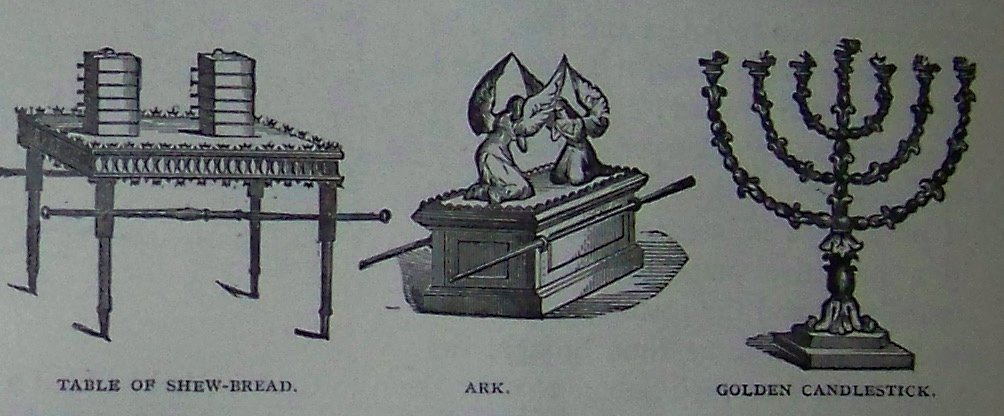
Chivotul Legământului (centru), un Sfeșnic de aur (dreapta)

- cupă de ritual cu 10 linii (cca. 1 AD) - veche de 2.000 de ani, cupă de calcar cu 10 linii de text, scriere în limba aramaică sau ebraică, găsită lângă Poarta Sionului din Orașul Vechi al Ierusalimului. A fost descoperită de către arheologi americani. Shimon Gibson de la Universitatea din Carolina de Nord a declarat că faptul că are 10 linii de text este fără precedent. Conține cuvântul ebraic pentru Dumnezeu, ceea ce înseamnă că a fost, probabil, importantă pentru preoții care o foloseau în ritualuri[1].

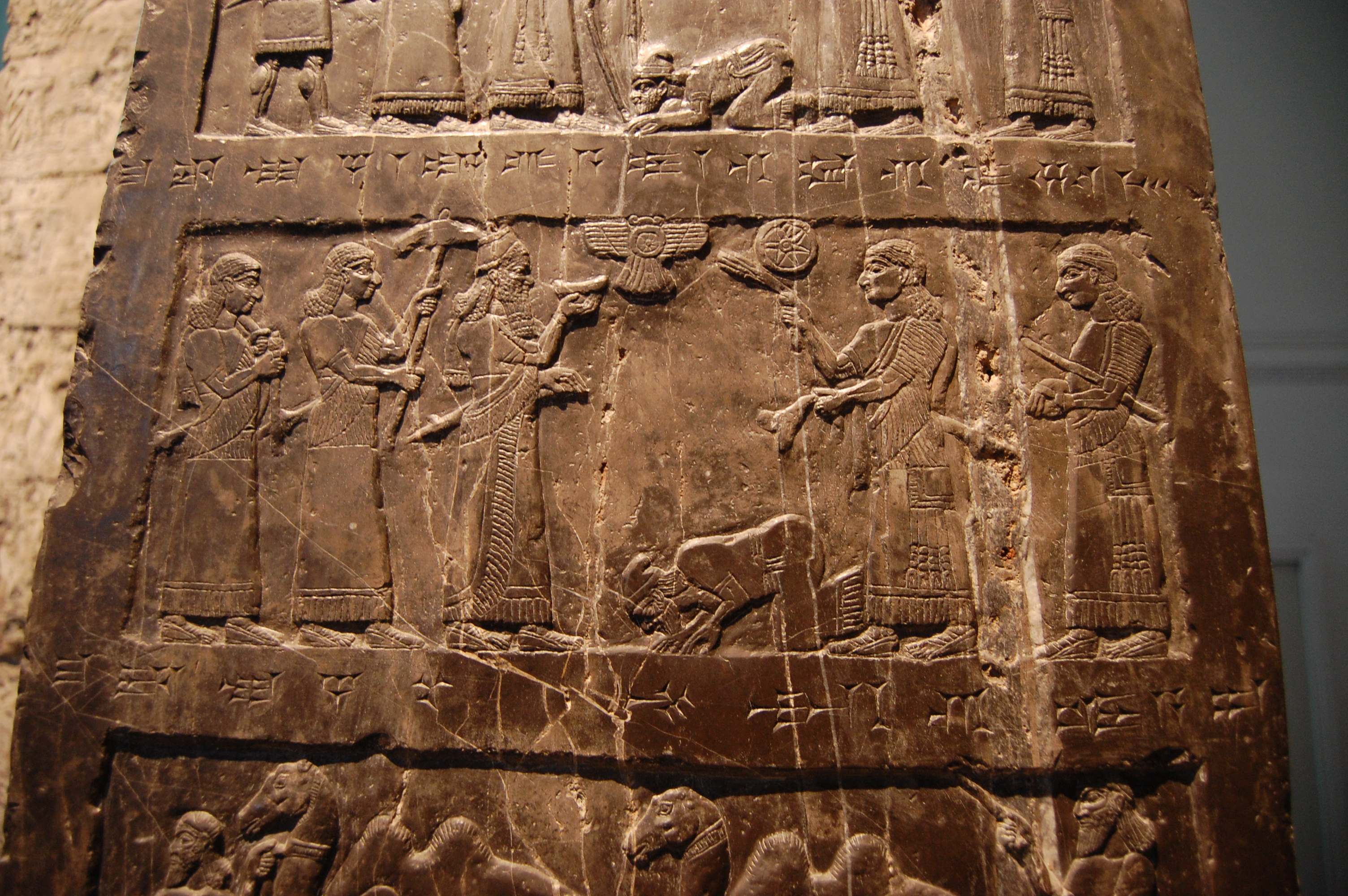
Obeliscul negru al lui Salmanasar al III-lea

- Scrisorile Amarna (cca. anii 1300s î.Hr.) - corespondența pe tăblițe de lut între administrația egipteană și diverși mici regi din Orientul Mijlociu, din Canaan, în timpul Noului Regat.

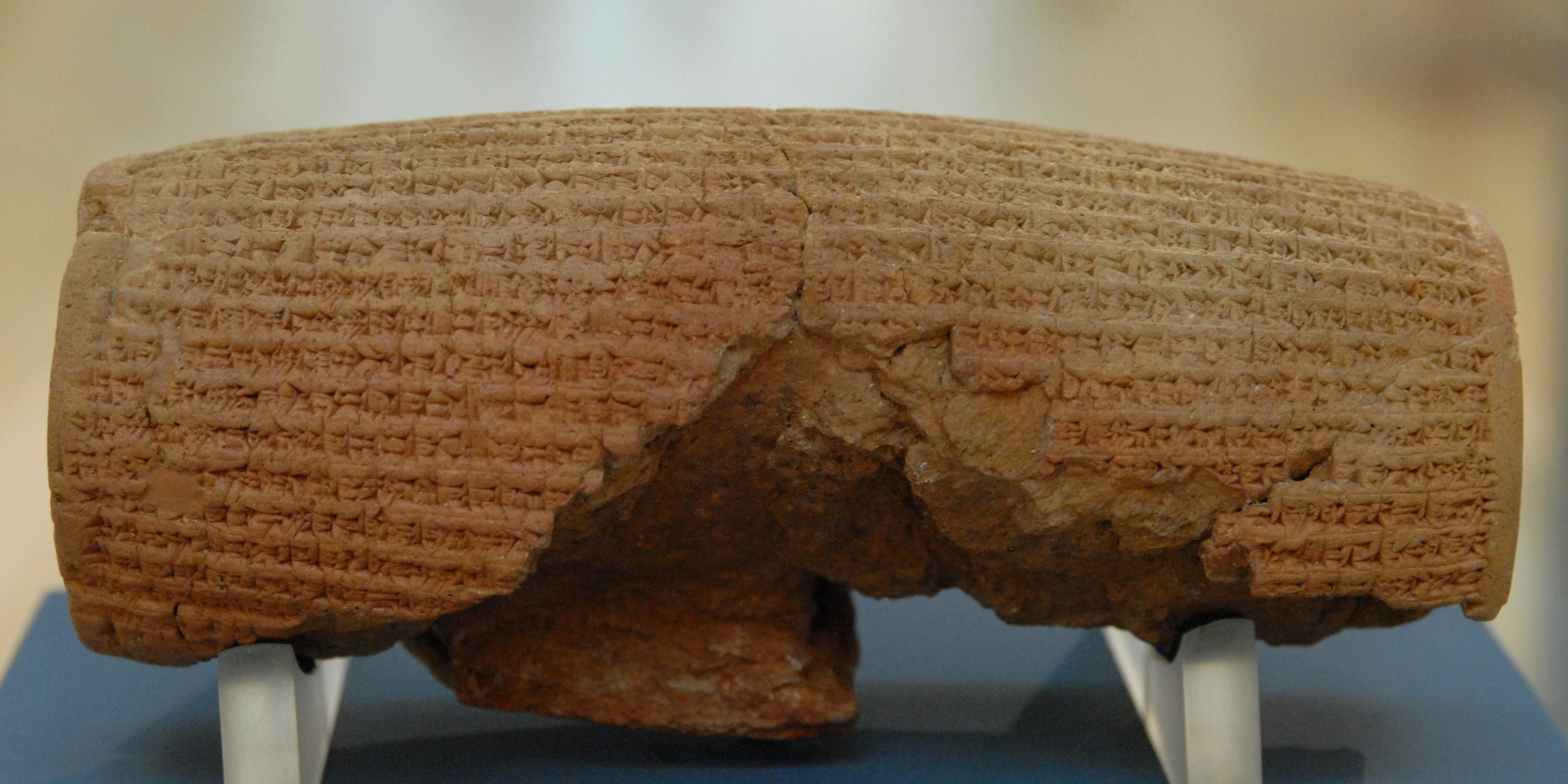
Cilindrul lui Cir

- Inscripția din Cetatea Amman - secolul al IX-lea î.Hr., scrisă în limba amonită, unele din puținele scrieri din Ammon care au supraviețuit

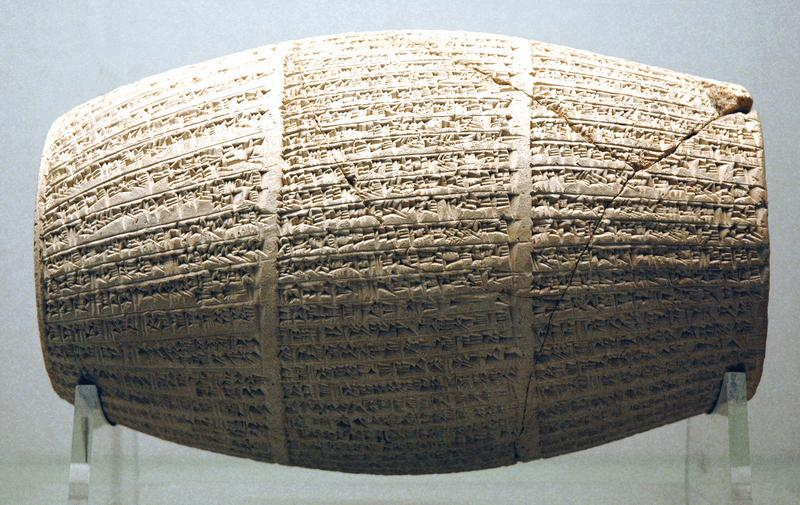
Cilindrul lui Nabonid

- Arcul de triumf al lui Titus - (cca. 82 AD) monument care prezintă devastarea Ierusalimului de către Imperiul roman în anul 70.

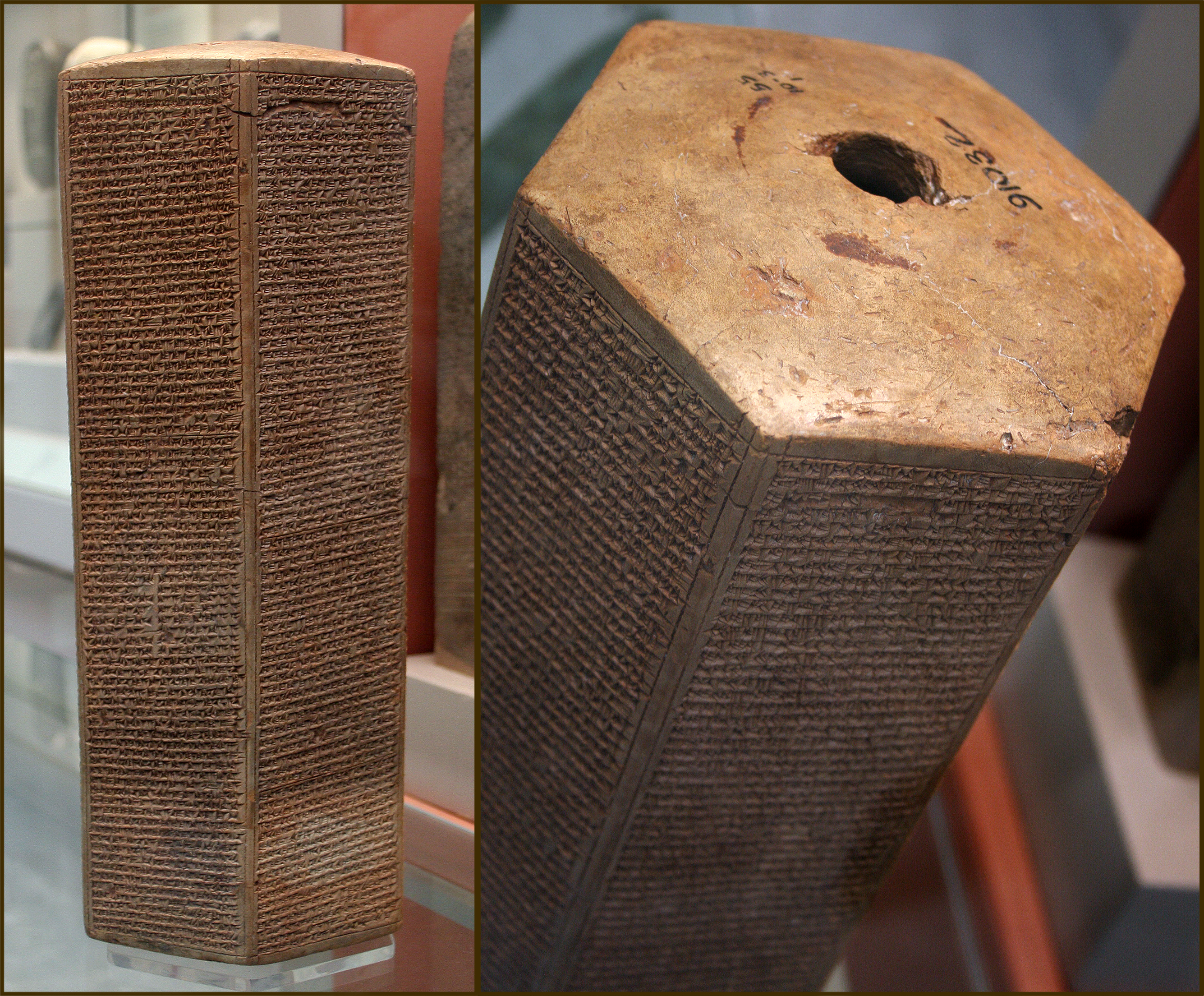
Prisma lui Taylor

- Cronicile babiloniene (cca. 747 î.Hr. - 247 î.Hr.) - care prezintă asediul asupra Ierusalimului al lui Nabucodonosor al II-lea. (vezi Asediul Ierusalimului (587 î.Hr.), Sedechia și Cartea Regilor, Cartea lui Ieremia, Plângeri. )

- Inscripția lui Balaam (cca. 840-760 î.Hr.) - inscripție din secolul al VIII-lea sau al IX-lea î.Hr. despre un profet pe nume Balaam (care apare în Cartea Numeri).

- perioada biblică ostracă (vase sparte utilizate pentru a scrie note scurte, echivalentul vechi de hârtiei) este relativ frecventă în săpăturile arheologice. Un asemenea vas (ostracon), găsit la Ela (Valea Ela dintre Soco și Azeca - unde s-a dat bătălia între David și Goliat), poate conține cel mai vechi exemplu cunoscut de ebraică.

- Obeliscul negru al lui Salmanasar al III-lea - (cca. 858-824 î.Hr.) - cercetători cred că obeliscul îl prezintă fie pe Iehu, fiul lui Omri (un rege al Israelului menționat în 2 Regi) sau pe ambasadorul lui Iehu, aducând omagii regelui asirian Salmanasar al III-lea (c. 825 î.Hr.). Posibil este cea mai veche imagine care a supraviețuit în care apare un israelit. Inscripția spune că s-a primit tributul din partea lui Iehu, fiul lui Omri: am primit de la el argint, aur, un vas de aur, o vază de aur [și alte obiecte din aur].

- Poarta Bubastis din complexul Karnak - prezintă o serie de inscripții care descriu invaziile faraonului Shishak în țara lui Iuda și Israel în anul 925 î.Hr.. Este situat în afara Templului lui Amun de la Karnak. (1 Regi 14:25; 2 Cronici 12:1-12)[2].

- Diferite bule (un fel de sigilii pe metal și pe argilă) (cca. 715 – 687 î.Hr. sau 716 – 687 î.Hr.)[3] pe care sunt trecute numele unor persoane, foarte greu de identificat nume biblice, dar au fost făcute unele asocieri între anumite bule și regele Ezechia[4] și slujitorii lui (עבדים avadim în ebraică).

- Bula lui Jehucal - fiul lui Șelemia, fiul lui Shevi. Această persoană pare a fi menționată (de două ori) în Cartea lui Ieremia și astfel, probabil, a trăit la sfârșitul secolului al VII-lea î.Hr. (aproximativ în același timp ca Ieremia).

- Cilindrul lui Nabonid - un text vast în care regele Nabonid al Imperiului Babilonian (556-539 î.Hr.) descrie cum a reparat trei temple. Dovedește existența unui fiu, al lui Nabonid, numit Belșațar,  menționat și în Cartea lui Daniel.

- Cilindrul lui Cir - un document aparținând conducătorului persan Cir al II-lea cel Mare. Este văzut ca o confirmare a relatărilor biblice din Cartea lui Ezra (vezi: Ezra 1.1-6, 6.1-5; Isaia 44.23-45.8; 2 Cronici 36.22-23).

- Prisma lui Taylor - un document sub formă de prismă, confecționată din lut, inscripționată cu analele regelui asirian Senaherib, în care se menționează asediul Ierusalimului, din 701 î.Hr., în timpul domniei regelui Iezechia. Acest eveniment este relatat în mai multe cărți ale Bibliei, inclusiv în Isaia capitolele 33 și 36; 2 Regi 18:17; 2 Cronici 32:9.

- Chivotul Legământului, un obiect din Biblie care ar conține tăblițele de lut cu Cele zece porunci primite de Moise pe muntele Sinai, toiagul lui Aaron și o cantitate mică de mana, hrana cu care s-au hrănit evreii 40 de ani în deșert.

- Toiagul lui Aaron

- Tăblițele cu cele zece porunci

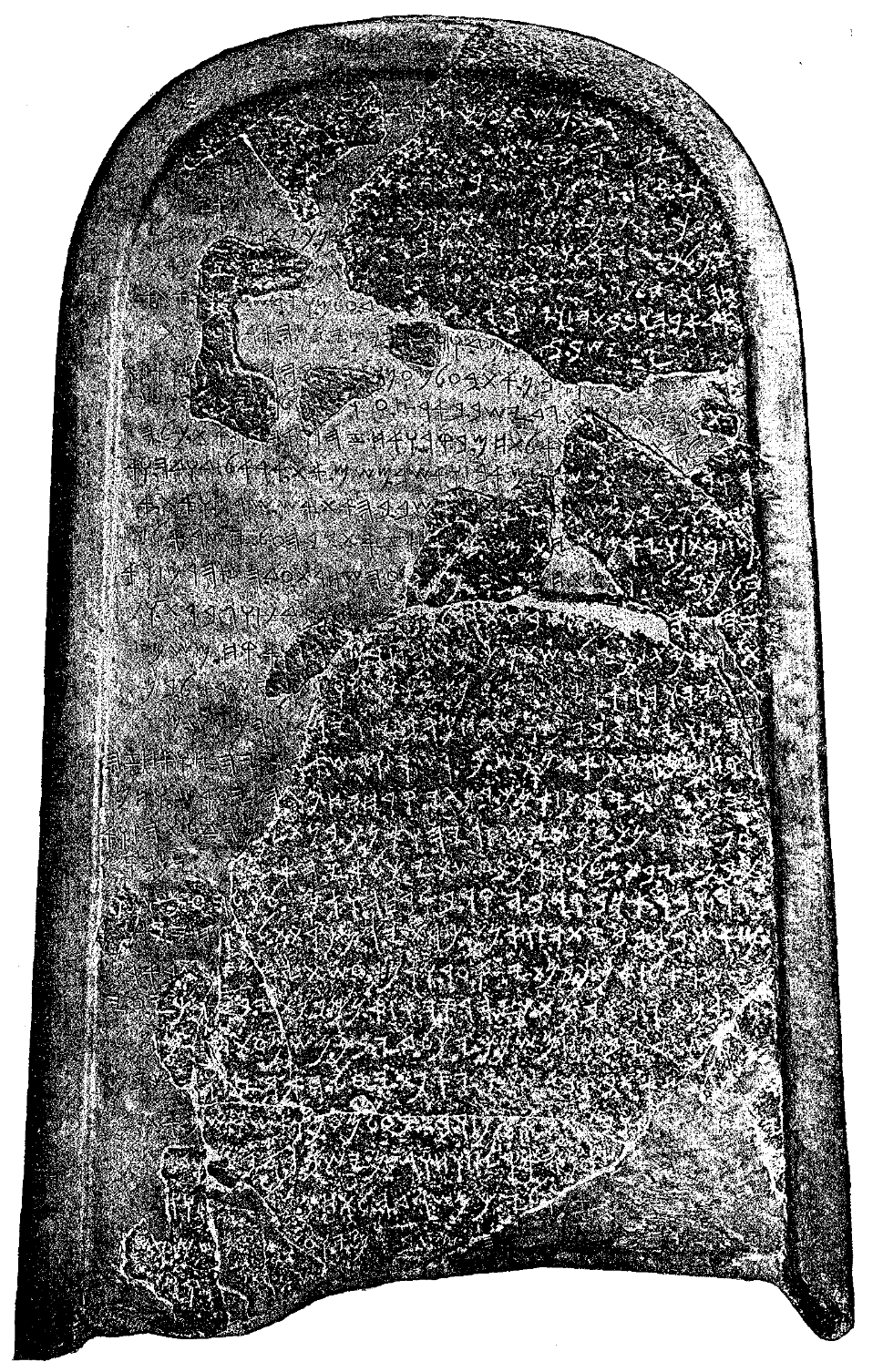
Stela lui Meșa

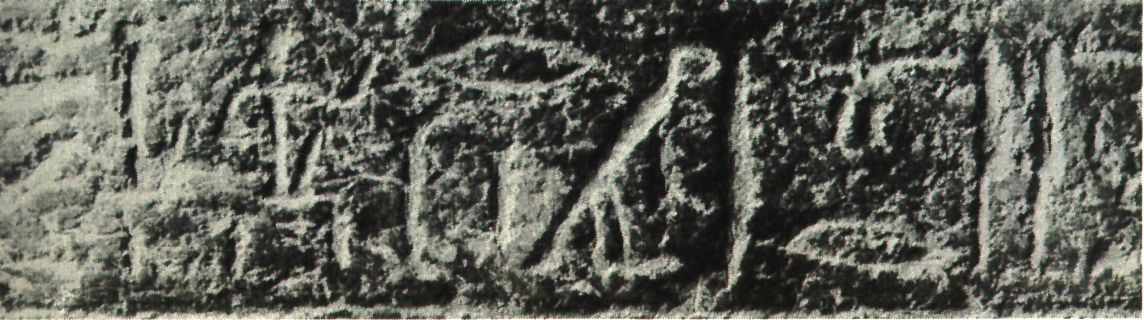
Fragment de pe Stela lui Merneptah pe care scrie cu hieroglife Israel este pustiit; semințiile lui nu mai sunt - singurul obiect antic egiptean acceptat pe care s-a identificat cuvântul Israel

- Stela lui Meșa -  o piatră de bazalt negru care poartă o inscripție din secolul al IX-lea î.Hr. aparținând regelui Meșa al Moabului. Conține și cea mai veche referire la numele sacru al lui Dumnezeu - YHWH.

- Stela lui Merneptah sau Stela lui Israel - o inscripție din timpul faraonului Merneptah (1213-1203 î.Hr.) pe care apare cuvântul Israel sau Isrir.